# Castra Vetera
Castra Vetera o també Vetera Castra, o només Vetera era un campament romà al Rin, a la província de Germània Inferior, fundat en temps d'August per Germànic (any 14). S'hi van fixar les legions XV i XXI. Va ser atacada per Civilis amb els bataus i germànics, i les dues legions van ser derrotades i es van escapar per poc (any 70). Civilis s'hi va fer fort contra els atacs de Quint Petili Cerealis. En aquest temps es va començar a establir una ciutat a la rodalia. Fou abandonada al segle v i es va despoblar.
Es creu que era a la part del Rin enfront de Xanten.